# راجر ادوارد
راجر بک هاوس ادوارد (انگلیسی: Roger Backhouse؛ زادهٔ ۱۹ ژانویهٔ ۱۹۵۱) اقتصاددان اهل بریتانیا است.
وی همچنین برندهٔ جوایزی همچون عضو آکادمی بریتانیا شده‌است.
از سال 1996، او استاد تاریخ و فلسفه اقتصاد در دانشگاه بیرمنگام است. 
بک هاوس دستیار ویراستار دیکشنری نیو پالگریو اقتصاد (2008) است و همچنین سردبیر مجله اقتصادی، سردبیر مجله روش شناسی اقتصادی و سردبیر مجله تاریخ اندیشه اقتصادی است.
بک هاوس یک محقق برجسته در تاریخ اقتصاد و روش شناسی اقتصادی است و در اقتصاد کینز، اقتصاد کلان عدم تعادل، و تاریخ علوم اجتماعی اخیر (پس از 1945) منتشر کرده است. در سال 2014 او به عنوان عضو آکادمی بریتانیا، آکادمی ملی بریتانیا برای علوم انسانی و اجتماعی انتخاب شد.  